# Профил
„Профил“ (на английски: Profile) е трилър от 2018 г. на режисьора Тимур Бекмамбетов, който е съсценарист с Брит Поултън и Олга Карина. Филмът е базиран на книгата In the Skin of a Jihadist от Ана Ерел. Във филма участват Валейн Кейн, Шазад Латиф, Кристин Адамс, Амир Рахимзадех и Морган Уоткинс.
Световната премиера на филма е на 68‑ия Берлински международен кинофестивал на 17 февруари 2018 г. в секцията на Панорама. Получава смесени отзиви от критиците.